# Kristóf Deák
Kristóf Deák (n. 7 iunie 1982, Budapesta, Republica Populară Ungară) este un regizor, scenarist, producător și editor maghiar. Este cunoscut pentru scurtmetrajul său Cântecul („Mindenki”), care a câștigat Premiul Oscar pentru cel mai bun scurt metraj live-action în 2017.
Deák a studiat cinematografia la Universitatea de Arte Teatrale și Cinematografice din Budapesta. După absolvire, a regizat mai multe scurtmetraje, care au fost premiate la festivaluri de film din întreaga lume.
În 2016, Deák a regizat scurtmetrajul Cântecul, care spune povestea unei fete de 13 ani care se mută la o nouă școală și găsește în corul școlii o comunitate care o ajută să se integreze și să-și depășească timiditatea. Filmul a fost un succes critic și comercial, câștigând numeroase premii, inclusiv Premiul Oscar.
În 2022, Deák a regizat lungmetrajul A feleségem története („Povestea soției mele”), care a fost selectat în competiția oficială a Festivalului de Film de la Cannes.

## Filmografie

### Scurtmetraje
- A tojás (2009)
- A nyaralás (2010)
- A gyáva (2011)
- A férfi (2012)
- Mindenki („Cântecul”, 2016)

### Lungmetraje
- A feleségem története („Povestea soției mele”, 2022)